# Alto do Pari
O Alto do Pari é um bairro localizado na zona leste de São Paulo, no distrito do Pari, administrado pela Subprefeitura da Mooca. Faz fronteira com bairros importantes como Brás e Belenzinho, e está próximo à Marginal Tietê, o que facilita o acesso a diversas regiões da cidade. Sua localização estratégica é uma das características que contribuem para seu desenvolvimento e atratividade. Uma área do bairro tombada pela Prefeitura em 2022, devido ao valor urbanístico e histórico.

## Histórico e Origem do Nome
O nome "Pari" tem origem indígena, referindo-se a um tipo de armadilha utilizada para pesca. O bairro surgiu como uma extensão do Pari, que já era um dos primeiros núcleos urbanos da cidade, formado por imigrantes que trabalhavam nas indústrias e no comércio local. O Alto do Pari, por sua vez, surgiu com a expansão e o crescimento populacional da região.
O bairro tem suas raízes históricas ligadas ao bairro do Pari, formado no final do século 16 como um pequeno povoado de pescadores, situado entre os rios Tamanduateí e Tietê. A pesca era a principal atividade dos primeiros moradores da região.
Com o passar do tempo, o Pari, incluindo o Alto do Pari, evoluiu para se tornar uma área com intenso comércio e uma grande concentração de indústrias. A ocupação do Alto do Pari começou a se intensificar no século XX, com a migração de trabalhadores que buscavam oportunidades nas fábricas e comércios da região central de São Paulo. O loteamento do bairro ocorreu de forma gradual, inicialmente com a construção de moradias populares e, mais tarde, com o desenvolvimento de edifícios residenciais e comerciais. A proximidade com o centro e com importantes eixos de transporte urbano acelerou esse processo de urbanização.
Além disso, a região é conhecida como um "bairro doce" de São Paulo, devido à presença de muitos estabelecimentos que fabricam ou vendem doces.

## Atualidade
Administrativamente, o Alto do Pari é parte da Zona Sudeste de São Paulo e está localizado imediatamente a leste do centro histórico da cidade, na Subprefeitura da Mooca. Essas informações destacam a evolução do Alto do Pari de um simples povoado de pescadores para um bairro industrial e comercialmente ativo, mantendo ainda uma tradição na produção de doces. O bairro é tombado pela Prefeitura na região das ruas Morro Grande, Sacramento e São Biagio, com seus traçados estreitos e sinuosos, que remetem ao processo de ocupação espontânea do Alto do Pari, possuem valor histórico e paisagístico excepcional.
É importante por sua localização estratégica, funcionando como uma zona de transição entre a área fortemente comercial do Brás e as regiões residenciais da zona leste. O bairro serve como um ponto de conexão para trabalhadores e comerciantes, influenciando a dinâmica econômica local. Além disso, a diversidade cultural dos residentes enriquece a vida comunitária e social do bairro.